# مات كوستا
مات كوستا (بالإنجليزية: Matt Costa)‏ هو مغن مؤلف وعازف قيثارة وملحن ومغني أمريكي، ولد في 16 يونيو 1982 في شاطئ هنتنغتون في الولايات المتحدة.

## وصلات خارجية
- الموقع الرسمي
- مات كوستا على موقع ميوزك برينز (الإنجليزية)
- مات كوستا على موقع رولينغ ستون (الإنجليزية)
- مات كوستا على موقع أول ميوزيك (الإنجليزية)
- مات كوستا على موقع ديسكوغز (الإنجليزية)